# (18912) Kayfurman
(18912) Kayfurman est un astéroïde de la ceinture principale d'astéroïdes.

## Description
(18912) Kayfurman est un astéroïde de la ceinture principale d'astéroïdes. Il fut découvert le 30 juillet 2000 à Socorro (Nouveau-Mexique) par le projet LINEAR. Il présente une orbite caractérisée par un demi-grand axe de 2,82 UA, une excentricité de 0,15 et une inclinaison de 9,0° par rapport à l'écliptique.

## Compléments